# Ryan Aeronautical
Ryan Aeronautical war ein Flugzeughersteller in San Diego. Das Unternehmen wurde durch den Bau der Spirit of St. Louis von Charles Lindbergh bekannt, mit der er im Alleinflug den Atlantik überquerte.

## Geschichte
Die von T. Claude Ryan 1924 unter dem Namen 'Ryan Airlines, Inc.' gegründete Gesellschaft operierte in der Mitte der 1920er Jahre auf der Strecke Los Angeles – San Diego recht erfolgreich. 1926 verkaufte Ryan die Firma an seinen Geschäftspartner Frank Mahoney und gründete die Ryan Aeronautical Corporation, die Flugzeugmotoren fertigte. 1934 wurde die Gesellschaft schließlich in Ryan Aeronautical Company umbenannt.
Während des  Zweiten Weltkriegs war das Unternehmen ein Lieferant des US-amerikanischen Militärs. Zu Hochzeiten der Kriegswirtschaft beschäftigte Ryan 8500 Angestellte und der Wert der jährlichen Produktion überstieg 55 Mio. US-$. Nach Kriegsende wurde die Belegschaft auf 1200 Beschäftigte reduziert und der Wert der Produktion schrumpfte auf 8 Mio. US-$. Während des Koreakriegs spielte Ryan wieder eine große Rolle in der Versorgung der United States Air Force mit Ausrüstungsteilen für Kampfflugzeuge (u. a. Bewegungssensoren, Höhenmessgeräte, Navigationsinstrumente).
1969 übernahm Teledyne die Firma für 128 Mio. US-$, die weiter unter dem Namen Teledyne-Ryan Aeronautical Company Experimental- und Forschungs-Flugzeuge, Drohnen und Zielflugkörper entwickelte, darunter in neuerer Zeit 1998 die Global Hawk. T. Claude Ryan blieb bis zu seinem Tod im Jahr 1982 dem Unternehmen als Vorstandsvorsitzender erhalten. 1999 übernahm Northrop Grumman die Firma, verlegte die Entwicklung nach Rancho Bernardo im Norden von San Diego und die Global Hawk Produktion nach Palmdale. Die Geschäftseinheit in San Diego trägt weiter den Traditionsnamen Ryan Aeronautical Center.

## Flugzeugtypen

### Zivilflugzeuge
- Ryan Standard
- Ryan Brougham
- Ryan Cloudster
- Ryan M-1 (Basis für die Spirit of St. Louis)

### Militärflugzeuge
- Ryan S-C
- Ryan Navion
- Ryan ST/PT-22/NR-1
- Ryan FR Fireball
- Ryan XF2R Dark Shark (experimentell)
- Ryan X-13 Vertijet (experimentell)
- Ryan VZ-3 Vertiplane (experimentell)
- Ryan XV-5 (VZ-11) Vertifan (experimentell)
- Ryan XV-8 Fleep
- Ryan YO-51 Dragonfly
- Ryan Firebee